# Homalocarpus dissectus
Homalocarpus dissectus är en flockblommig växtart som beskrevs av Mildred Esther Mathias och Lincoln Constance. Homalocarpus dissectus ingår i släktet Homalocarpus och familjen flockblommiga växter. Inga underarter finns listade i Catalogue of Life.